# 紅色霍坎
紅色霍坎（瑞典語：Håkan Röde；1045年或之前—1079年）。相傳是斯滕克爾王朝的開創者斯滕克爾的庶子。瑞典國王（1070年－1079年在位）。對他的記載很少，而且很多是互相矛盾，對他的統治更是沒有資料，只知道他在十一世紀下半差不多統治了十年。
瑞典歷史學家阿道夫·舒克（Adolf Schück）聲稱，不應以布洛特-斯文 作為一個個體的國王，而是有跡象表明這可能是國王紅色霍坎的另一個名字 。
紅色霍坎這個別號是來自於13世紀初寫的西約塔蘭法的記載的統治列表。 同一來源聲稱紅色霍坎在西約特蘭萊韋內出生。

## 生平
雖然有很多不同的來源，但是大家都承認紅色霍坎是斯滕克爾後嗣而成為斯滕克爾王朝的一員。1070年，在哈爾斯滕被廢黜並被流放後，紅色霍坎是其中一位瑞典王國統治者，應該是西約特蘭國王。1070年當斯韋阿蘭國王阿農德·戈爾德斯克遭廢黜並放逐後，紅色霍坎正式成為瑞典國王。根據國家百科全書的記載，紅色霍坎是哈爾斯滕的繼承人，並沒有阿農德·戈爾德斯克此人。國家百科全書亦提及紅色霍坎可能於1080年代與老英格共治。他可能是教皇額我略七世在信中提及的兩個國王"A"和"I"中的"A"。1079年，紅色霍坎逝世，國民推舉哈爾斯滕及老英格一起共治。